# Mijntje Donners
Wilhelmina Petronella Ardina Maria Donners (Bolduque, 4 de febrero de 1974) es una atleta y exjugadora neerlandesa de hockey sobre césped que se desempeñaba como delantera. Fue internacional con la Oranje de 1994 a 2004.
Donners representó a su selección en tres Juegos Olímpicos de Verano, fue elegida mejor jugadora del Mundo en 2003 y es reconocida como una de las mejores jugadoras que dio su país.

## Carrera
Donners desarrolló toda su carrera en el HC Hertogenbosch de su país, debutó en primera en 1991 cuando el club había ascendido recientemente y cuando se retiró en 2007 el equipo se había consolidado como el más fuerte de Europa.

## Selección nacional
Jugó 234 partidos internacionales y marcó 98 goles para la Oranje. Tuvo el récord internacional de más partidos internacionales durante mucho tiempo, hasta que en enero de 2007 fue superada por Minke Smabers.
Donners hizo su debut para el equipo nacional neerlandés el 1 de abril de 1994 en el partido contra Corea del Sur (4-1). Diez años después, Donners se despidió del hockey internacional en la final perdida en los Juegos Olímpicos de Atenas, donde los Países Bajos cayeron 2-1 en la batalla final contra Alemania.

### Participaciones en Copas del Mundo
| Mundial                                                    | Sede         | Resultado   | PJ | Goles |
| ---------------------------------------------------------- | ------------ | ----------- | -- | ----- |
| Campeonato Mundial de Hockey sobre Césped Femenino de 1998 | Países Bajos | Subcampeona | ?  | ?     |
| Campeonato Mundial de Hockey sobre Césped Femenino de 2002 | Australia    | Subcampeona | ?  | ?     |

## Palmarés
- Campeona del Champions Trophy de 2000.
- Campeona del EuroHockey Femenino de 1995, 1999 y 2003.
- Campeona de la Euroliga de hockey hierba femenino de 2000, 2001, 2002, 2003, 2004, 2005, 2006 y 2007.
- Campeona de Hoofdklasse Hockey Femenino de 1997–98, 1998–99, 1999–00, 2000–01, 2001–02, 2002–03, 2003–04, 2004–05, 2005–06 y 2006–07.